# 穿靴獼猴
穿靴彌猴是一種分布於印尼蘇拉威西島的彌猴，因腿部上的毛色黑白分明，像是穿著靴子一樣，因而故名。雜食性，以昆蟲，植物莖葉，果實，堅果，小動物等為食。